# Muara Jernih
Muara Jernih is een bestuurslaag in het regentschap Merangin van de provincie Jambi, Indonesië. Muara Jernih telt 2466 inwoners (volkstelling 2010).